# Ahmedpur (Latur)
 (mars 2024).
Pour les articles homonymes, voir Ahmedpur.
Ahmedpur est une ville et un conseil municipal du district de Latur dans l'État indien du Maharashtra. Lors du recensement de l'Inde de 2011, sa population s'élève à 43 936 habitants.